# اسوالد راتمان
اسوالد راتمان (انگلیسی: Oswald Rathmann؛ زادهٔ ۲۱ ژوئیهٔ ۱۸۹۱) دوچرخه‌سوار اهل آلمان است. وی در بازی‌های المپیک تابستانی ۱۹۱۲ شرکت کرده است.